# Планина очаја
Планина очаја је епизода серијала Мали ренџер (Кит Телер) објављена у Лунов магнус стрипу бр. 323. Епизода је премијерно изашла у бившој Југославији 1978. године, имала 117 страна, и коштала 10 динара. Издавач је био Дневник из Новог Сада. Ово је други део епизоде. Први део објављен је у ЛМС-322 Којоти не оклевају. Насловна страница је по свој прилице прецртана Донателијева оригинална насловна страница, што је била честа пракса у стрип издањима Дневника у то време.

## Оригинална епизода
Оригинална епизода под називом Il mostro del plenilunio изашла је у Италији у јуну 1976. године под редним бројем 151. Коштала је 350 лира. Епизоду је нацртао Франческо Гамба.

## Кратак садржај
Кит наилази на пећину препуну дивљих печурки, где оставља зеца када наилази на тајни пролаз. У тајној просторији налазе се кесице пуне златне прашине за које Кит мисли да припада Баду Вернону. За то време, Хенк Банкар, који такође лута Планином очаја, налази Вернонову колибу, али Френки некако успева да га савлада и затвара у кавез изнад Вернонове куће. Када се Кит враћа из пећине, затиче разваљену решетку и искасапљеног Хенка Банкара. Биће невероватне снаге напада и Кита, али Френки некако успева да га спаси. Након тога, Бад Вернон им објашњава да је тајанствена креатура његов брат Ален, који је на необјашњив начин постао чудовиште. Кит открива да постоји веза између дивљих печурки и чудовишта.

## Претходна и наредна свеска Малог ренџера у ЛМС
Претходна свеска носила је назив Којоти не оклевају (ЛМС322), а наредна Невидљива баријера (ЛМС326).